# پارک ساحل شرقی
پارک ساحل شرقی (مالایی: Taman Pantai Timur) یک پارک ساحلی واقع در مناطق شهری مارین پرید، بدوک، تمپینس و ساحل جنوب‌شرقی سنگاپور است. این پارک در دهه ۱۹۷۰ بازگشایی شد.
پارک ساحل شرقی با مساحت ۱۸۵ هکتار، وسیع‌ترین پارک سنگاپور محسوب می‌شود و کاملاً در مناطق تازه به‌وجودآمده این شهر ساخته شده‌است. این پارک همچنین دارای یک ساحل مصنوعی با قابلیت شنا در آب است. این ساحل با موج‌شکن محافظت می‌شود.